# Ăn hải sản sống
Ăn hải sản sống là việc ăn các loài hải sản khi chúng đang còn sống, đây là một dạng của ăn động vật sống, loại hải sản thường được ăn sống nhiều chính là hàu. Hàng trăm năm nay, con người đã ăn sống các loại hải sản như cá, tôm, cua, nghêu, sò, ốc, hến. Những loại hải sản này nếu được ăn sống quả là có hương vị lạ thường, chất dinh dưỡng sẽ được bảo toàn hơn so với khi nấu chín. 

## Nguy cơ
Trong tự nhiên, các loại động vật thân mềm buộc phải tiêu hóa một số lượng lớn các loại vi khuẩn, virus, ký sinh trùng, các chất hóa học và những chất nhiễm bẩn khác trong môi trường nước, trong đó có các loại vi khuẩn gây bệnh dịch tả và virus gây bệnh viêm gan siêu vi A, những loại vi khuẩn và virus này không hề gây hại cho các động vật thân mềm nhưng rất nguy hiểm đối với con người. Qua nấu nướng, những loại vi khuẩn, virus, ký sinh trùng này sẽ bị tiêu diệt nhưng, nếu các loại hải sản được ăn không qua nấu nướng hoặc nấu chưa chín thì thực khách có thể mắc bệnh.
Các loài động vật nhuyễn thể (ngao hến, hàu, móng tay, tu hài) sống vùng đáy, ăn bùn, tảo và phù du nên rất nhiều con có thể nhiễm các loại vi khuẩn, ký sinh trùng, trong đó có thể sán, nhất là với hàu sống ở vùng cửa biển. Ăn hàu sống có khả năng cao bị ngộ độc thực phẩm, nhiễm các loại ký sinh trùng khác. Nhưng nếu hàu sống ở vùng nước mặn thì những ký sinh trùng, vi khuẩn đó không sống được ở nước mặn nhưng chúng bị nhiễm kim loại nặng. Tôm, cua là nơi trú ẩn của vô số các loại giun, sán ký sinh như Paragonimus westermani. Cua, tôm là vật chủ trung gian cho loại ký sinh này, người ăn sống chúng sẽ mắc chứng bệnh ho ra máu (paragonimiasis). Đây là một dạng bệnh nhiệt đới do nhiễm sán paragonimus trong phổi. Hiện có hơn 22 triệu người trên thế giới bị nhiễm loại ký sinh trùng này. Cá thường rất dễ bị nhiễm sán lá gan.
Mặc dù thịt hàu mang lại rất nhiều giá trị dinh dưỡng cho cơ thể nhưng ăn hàu không đúng cách, đặc biệt là ăn hàu sống nhiễm khuẩn sẽ mắc bệnh. Thịt hàu sống là một món ăn khoái khẩu vì đây là một thực phẩm rất giàu chất bổ và kích thích tố. Song hàu sống nơi cửa biển, dễ nhiễm ký sinh trùng, sán. Hàu còn sống chứa rất nhiều nguyên sinh vật và vi khuẩn. Hàu là loại hải sản sống ở dưới nước, ăn các loại sinh vật trong bùn, cát, nước biển nên có thể chứa nhiều vi khuẩn, ký sinh trùng gây bệnh.
Trong những tháng hè ấm áp, số lượng ký sinh, tá túc trong thịt hàu càng gia tăng gấp bội. Những loại ký sinh trùng là Vibrio parahaemolyticus, Vibrio vulnificus. Nhiều người tin rằng vắt chanh vào hàu và các loại hải sản khác (gọi là tái chanh) thì có thể loại trừ nhưng thực ra chanh chỉ làm mùi vị ngon thêm, chứ không hề có tác dụng diệt khuẩn, diệt ký sinh trùng. Chỉ có nấu chín hải sản mới có thể diệt sán, trừ giun. Khi ăn hàu sống, để không bị đau bụng nên dùng gia vị là mù tạp, tăng khẩu vị cho món ăn, rất hợp với hải sản, giảm độ tanh và nguy cơ đau bụng, không nên dùng nhiều mù tạt ăn với hàu. Đồng thời mù tạt kích thích cả niêm mạc dạ dày nên những người bị đau dạ dày, viêm ruột không nên ăn
Ký sinh trùng thường có trong hải sản sống hoặc nấu chưa chín, bao gồm: giun tròn, sán dây, sán lá gan... Giun tròn, sống ký sinh trong ruột cá voi, hải cẩu. Trứng của loài ký sinh này theo phân cá voi, hải cẩu thải ra ngoài, trôi nổi dật dờ trên biển và bám vào các loại cá, mực nhỏ hơn như: Cá bơn, cá đá, cá hồi, cá ngừ, tôm... Sau đó, chúng phát triển thành ấu trùng. Các loại tôm, cá nhỏ lại là hải sản được ưa thích, vì vậy ăn sống dễ nhiễm giun. Một nguyên nhân dẫn đến việc giun lươn (Strongyloides stercoralis) bò dưới da là do ăn hải sản sống. Ngoài ra, tiếp xúc với đất hoặc vật nuôi cũng khiến giun lươn xâm nhập cơ thể. Ấu trùng giun không chỉ ở trong đất mà còn trong hải sản sống cần tránh ăn hải sản sống nếu hải sản đó không được nuôi trong vùng được kiểm soát dịch, bệnh. Ăn cua, ốc, hàu chưa được nấu chín kĩ, nhiều người đã bị các loại sán chui vào phổi, não, mật gây bệnh nguy hiểm tới tính mạng.